# Barnsley FC
Barnsley Football Club egy angol labdarúgócsapat Barnsleyból, South Yorkshire-ből. A Kuvaszok becenevet viselik, mivel a kabalájuk Toby Tyke (Toby a kuvasz). A klubot 1887-ben alapították Barnsley St. Peter's néven. Jelenleg a  Championship-ban játszanak.

## Rövid tények
Eddigi legnagyobb sikerüket 1912. április 24-én érték el, amikor a Bramall Lane-en 1-0-ra verték a West Bromwich Albiont az FA-kupa fináléján. Már 1910-ben is döntősök voltak, de a Goodison Parkban vereséget szenvedtek a Newcastle United ellen.
A Barnsley több szezont töltött a másodosztályban története során, mint bármely más angol klub. Sok olyan tehetséget neveltek ki, akik később, nagyobb kluboknál komolyabb sikereket is elértek. Közülük a leghíresebb Tommy Taylor, aki az 1950-es évek elején a Kuvaszok egyik legtermékenyebb csatára volt. Később a Manchester Unitedhez igazolt, két bajnoki címet szerzett a Vörös Ördögökkel, majd tragikus körülmények között, a müncheni légikatasztrófában vesztette életét. Taylor világrekordnak számító 29 999 fontért igazolt manchesterbe.
A csapat 2006-ban feljutott a másodosztályba, miután a rájátszás döntőjében büntetőkkel 4-3-ra verte a Swansea Cityt. 2008-ban az FA-kupában kiejtették a Liverpoolt és a Chelsea-t is, de aztán kikaptak a Cardiff Citytől az elődöntőben.

## Klubtörténet

### Korai évek
A Barnsley 1887-ben alapult Barnsley St. Peter's-ként. 1890-ben beléptek a Sheffield and District Leauge-be, majd öt évvel később csatlakoztak a Midland League-hez. A Labdarúgó Liga másodosztályába 1898-ban nyertek felvételt, ahol első tíz évükben szenvedtek, mivel pénzügyi gondjaik voltak. 1910-ben bejutottak az FA-kupa döntőjébe, de megismételt meccsen kikaptak a Newcastle Unitedtől. 1912-ben ismét döntőt játszhattak és ezúttal győzelmet is arattak. A West Bromwich Albion fölött arattak diadalt. Máig ez az egyetlen FA-kupájuk.
A Kuvaszok a kezdetekben képtelenek voltak feljutni az élvonalba, de ehhez sokszor nagyon közel kerültek. 1922-ben például egyetlen gól miatt nem kerültek az élvonalba. Az 1930-as és 1950-es évek között folyamatosan a másod- és harmadosztály között hullámvasutaztak. Az 1960-as években pedig már a harmad- és negyedosztály között tették ugyanezt és képtelenek voltak akár a Second Divisionig is eljutni.
Az 1980-as és 1990-es években a gárda megerősödött és a másodosztályú viszonyokhoz képest jó csapattá vált. Később a Premier League-be is feljutottak, történetük során ekkor bizonyíthatták először tudásukat a legmagasabb osztályban.

### Modern idők
Az 1996/97-es szezonban a Barnsley feljutott a Premiershipbe, de sok sikert nem hozott nekik ez az időszak. Az Arsenaltól 5-0-s, a Manchester Unitedtől 7-0-s vereséget szenvedtek, de a szurkolók már annak is örültek, hogy egyáltalán az élvonalban van a csapatuk. Amikor például 6-0-s hátrányban voltak a Chelsea-vel szemben, ezt skandálták: "Mi fogunk nyerni 7-6-ra!". Egy ilyen szezon vége nem lehetett más, csak kiesés.
A következő évek sem tartogattak sikereket a Vörösök számára, hiszen kiestek a másodosztályból is, és 2002-ben, az ITV Digital összeomlásakor csődeljárás indult ellenük. A város polgármestere, Peter Doyle mentette meg őket, azzal, hogy felvásárolta a klubot. Később egy helyi üzletember, Gordon Shepherd kezébe kerültek.
2006-ban bejutottak a harmadosztály rájátszásába is, Andy Ritchie menedzser irányítása alatt. A Swansea City elleni döntőben büntetők döntöttek. Végül a Barnsley járt szerencsével és 4-3 arányban győzött.
A csapat szenvedett a feljutást követő idényben: 2006 novemberében a kieső zónába kerültek, ami miatt Ritchie-t kirúgták és Simon Davey érkezett a helyére. Az új menedzser segített a csapaton és végül a 20. helyen végeztek. A 2007/08-as szezonban történelmet írtak az FA-kupában, mivel az Anfield Roadon, hátrányból fordítva, 2-1-re legyőzték a Liverpoolt, majd a Chelsea-t is kiejtették. Az elődöntőben viszont kikaptak a Cardiff Citytől. A bajnokságban ismét a kiesés elkerülése volt a cél, amit el is értek egy 18. hellyel.

## Stadion
A gárda megalapítása óta a 23 009 néző befogadására alkalmas Oakwellben játssza hazai meccseit. Bár az Oakwell név a főstadionra vonatkozik, hozzá tartozik még egy fedett edzőpálya és egy kisebb 2200 férőhelyes stadion. Ezeket a Barnsley korosztályos csapatai és a tartalékosok használják. A Oakwellt "The Barn"-ként is szokták emlegetni, ami magyarul pajtát, csűrt jelent.
2003-ig a stadion és a hozzá tartozó egyéb létesítmények a Barnsley tulajdonát képezték, de a 2002-es csődeljárás után kénytelenek voltak eladni őket a város önkormányzatának.

## Sikerlista

### Hazai
- 1-szeres FA-kupa győztes: 1911-12
- 1-szeres Football League Trophy győztes: 2016

## Játékosok

### Jelenlegi keret
2025. február 10. szerint
| #  |     | Poszt | Név              |
| -- | --- | ----- | ---------------- |
| 2  | IRL | V     | Barry Cotter     |
| 3  | JAM | V     | Jon Russell      |
| 4  | ENG | V     | Marc Roberts     |
| 5  | USA | V     | Donovan Pines    |
| 6  | FRA | V     | Maël de Gevigney |
| 7  | IRL | V     | Corey O'Keeffe   |
| 8  | ENG | KP    | Adam Phillips    |
| 10 | ENG | KP    | Josh Benson      |
| 11 | POR | CS    | Fábio Jaló       |
| 12 | ENG | K     | Jackson Smith    |
| 14 | USA | CS    | Jonathan Lewis   |
| 17 | ENG | V     | Georgie Gent     |

| #  |     | Poszt | Név                                                                 |
| -- | --- | ----- | ------------------------------------------------------------------- |
| 18 | AUS | K     | Joe Gauci (kölcsönben az Aston Villa csapatától)                    |
| 20 | JAM | KP    | Dexter Lembikisa (kölcsönben az Wolverhampton Wanderers csapatától) |
| 21 | IRL | V     | Connor McCarthy                                                     |
| 22 | IRL | V     | Neil Farrugia                                                       |
| 27 | ENG | K     | Adam Hayton                                                         |
| 32 | ENG | V     | Josh Earl                                                           |
| 24 | FIN | V     | Aapo Halme                                                          |
| 33 | FRA | CS    | Clément Rodrigues (kölcsönben a Bastia csapatától)                  |
| 36 | ENG | CS    | Max Watters                                                         |
| 40 | ENG | KP    | Davis Keillor-Dunn                                                  |
| 44 | ENG | CS    | Stephen Humphrys                                                    |
| 48 | IRL | KP    | Luca Connell                                                        |
| 50 | NGA | KP    | Kelechi Nwakali                                                     |

### Játékosok kölcsönben
| #  |     | Poszt | Név                                                                 |
| -- | --- | ----- | ------------------------------------------------------------------- |
| 8  | NIR | KP    | Cameron McGeehan (a Portsmouth csapatánál 2020. június 30-ig)       |
| 21 | ENG | V     | Toby Sibbick (a Hearts csapatánál 2020. június 30-ig)               |
| 25 | ENG | CS    | George Miller (a Scunthorpe United csapatánál 2020. június 30-ig)   |
| 29 | NGA | CS    | Victor Adeboyejo (a Cambridge United csapatánál 2020. június 30-ig) |
| 36 | ENG | CS    | Mallik Wilks (a Hull City csapatánál 2020. június 30-ig)            |

## Edzők
| Nemzetiség     | Név                            | Edzőség kezdete | Edzőség vége |
| -------------- | ------------------------------ | --------------- | ------------ |
| Anglia         | Arthur Fairclough              | 1898            | 1901         |
| Skócia         | John McCartney                 | 1901            | 1904         |
| Anglia         | Arthur Fairclough              | 1904            | 1912         |
| Anglia         | John Hastie                    | 1912            | 1914         |
| Anglia         | Percy Lewis                    | 1914            | 1919         |
| Anglia         | Peter Saint                    | 1919            | 1926         |
| Skócia         | John Cummins                   | 1926            | 1929         |
| Anglia         | Arthur Fairclough              | 1929            | 1930         |
| Anglia         | Brough Fletcher                | 1930            | 1937         |
| Skócia         | Angus Seed                     | 1937            | 1953         |
| Anglia         | Tim Ward                       | 1953            | 1960         |
| Skócia         | Johnny Steele                  | 1960            | 1971         |
| Skócia         | John McSeveney                 | 1971            | 1972         |
| Skócia         | Johnny Steele                  | 1972            | 1973         |
| Anglia         | Jim Iley                       | 1973            | 1978         |
| Anglia         | Allan Clarke                   | 1978            | 1980         |
| Anglia         | Norman Hunter                  | 1980            | 1984         |
| Skócia         | Bobby Collins                  | 1984            | 1985         |
| Anglia         | Allan Clarke                   | 1985            | 1989         |
| Anglia         | Mel Machin                     | 1989            | 1993         |
| Anglia         | Viv Anderson                   | 1993            | 1994         |
| Észak-Írország | Danny Wilson                   | 1994            | 1998         |
| Skócia         | John Hendrie                   | 1998            | 1999         |
| Anglia         | Dave Bassett                   | 1999            | 2000         |
| Anglia         | Nigel Spackman                 | 2001            | 2001         |
| Anglia         | Steve Parkin                   | 2001            | 2003         |
| Wales          | Glyn Hodges                    | 2003            | 2003         |
| Izland         | Gudjon Thordarson              | 2003            | 2004         |
| Anglia         | Paul Hart                      | 2004            | 2005         |
| Anglia         | Andy Ritchie                   | 2005            | 2006         |
| Wales          | Simon Davey                    | 2006            | 2009         |
| Anglia         | Mark Robins                    | 2009            | 2011         |
| Anglia         | Keith Hill                     | 2011            | 2012         |
| Anglia         | David Flitcroft                | 2012            | 2013         |
| Skócia         | Micky Mellon (megbízott)       | 2013            | 2013         |
| Észak-Írország | Danny Wilson                   | 2013            | 2015         |
| Anglia         | Micky Mellon (megbízott)       | 2015            | 2015         |
| Anglia         | Lee Johnson                    | 2015            | 2016         |
| Anglia         | Paul Heckingbottom (megbízott) | 2016            | 2016         |
| Anglia         | Paul Heckingbottom             | 2016            | 2018         |
| anglia         | Paul Harsley                   | 2018            | 2018         |
| portugál       | José Morais                    | 2018            | 2018         |
| német          | Daniel Stendel                 | 2018            | 2019         |
| anglia         | Adam Murray                    | 2019            | 2019         |
| ausztria       | Gerhard Struber                | 2019            |              |